# Rodolfo Valenzuela Núñez
Rodolfo Valenzuela Núñez (Quetzaltenango, 26 giugno 1954) è un vescovo cattolico guatemalteco, dal 22 febbraio 2001 vescovo di Verapaz.

## Biografia
Rodolfo Valenzuela Núñez è nato a Quetzaltenango il 26 giugno 1954.

### Formazione e ministero sacerdotale
Giovanissimo, scoperta la sua vocazione religiosa, è entrato nel seminario diocesano, dove ha compiuto gli studi ecclesiastici.
Il 28 giugno 1980 è stato ordinato presbitero per l'arcidiocesi di Los Altos, Quetzaltenango-Totonicapán. In seguito ha esercitato il ministero pastorale in diverse parrocchie della sua diocesi e come rettore del seminario nazionale maggiore di Città del Guatemala.

### Ministero episcopale
Il 19 febbraio 1997 papa Giovanni Paolo II lo ha nominato vescovo coadiutore di Verapaz. Ha ricevuto l'ordinazione episcopale il 19 aprile successivo dal vescovo di Verapaz Gerardo Humberto Flores Reyes, co-consacranti l'arcivescovo Giovanni Battista Morandini, nunzio apostolico in Guatemala, e l'arcivescovo metropolita di Los Altos, Quetzaltenango-Totonicapán Victor Hugo Martínez Contreras. Il 22 febbraio 2001 è succeduto alla medesima sede.
Nel marzo del 2008 e nel maggio del 2017 ha compiuto la visita ad limina.
Dal 27 gennaio 2023 è presidente della Conferenza episcopale del Guatemala. Aveva ricoperto il medesimo incarico dal marzo del 2012 al 20 gennaio 2017. Dal gennaio del 2020 al 27 gennaio 2023 è stato vicepresidente della stessa.
Ha partecipato alla X assemblea generale ordinaria del Sinodo dei vescovi che ha avuto luogo nella Città del Vaticano dal 30 settembre al 6 novembre 2001 sul tema "Il Vescovo: Servitore del Vangelo di Gesù Cristo per la speranza del mondo"; alla III assemblea generale straordinaria del Sinodo dei vescovi che ha avuto luogo nella Città del Vaticano dal 5 al 19 ottobre 2014 sul tema "Le sfide pastorali della famiglia nel contesto dell'evangelizzazione", dove è stato anche relatore del circolo minore ibericus "B", e alla XIV assemblea generale ordinaria del Sinodo dei vescovi che ha avuto luogo nella Città del Vaticano dal 4 al 25 ottobre 2015 sul tema "La vocazione e la missione della famiglia nella Chiesa e nel mondo contemporaneo".
Il 22 luglio 2014 papa Francesco lo ha nominato membro del Pontificio consiglio per la promozione dell'unità dei cristiani per un quinquennio. Il 28 aprile 2020 lo stesso pontefice lo ha confermato membro dello stesso dicastero per un altro quinquennio.

## Genealogia episcopale
La genealogia episcopale è:
- Cardinale Scipione Rebiba
- Cardinale Giulio Antonio Santori
- Cardinale Girolamo Bernerio, O.P.
- Arcivescovo Galeazzo Sanvitale
- Cardinale Ludovico Ludovisi
- Cardinale Luigi Caetani
- Cardinale Ulderico Carpegna
- Cardinale Paluzzo Paluzzi Altieri degli Albertoni
- Papa Benedetto XIII
- Papa Benedetto XIV
- Papa Clemente XIII
- Cardinale Marcantonio Colonna
- Cardinale Giacinto Sigismondo Gerdil, B.
- Cardinale Giulio Maria della Somaglia
- Cardinale Carlo Odescalchi, S.I.
- Vescovo Eugène de Mazenod, O.M.I.
- Cardinale Joseph Hippolyte Guibert, O.M.I.
- Cardinale François-Marie-Benjamin Richard de la Vergne
- Cardinale Pietro Gasparri
- Cardinale Clemente Micara
- Arcivescovo Gennaro Verolino
- Vescovo Luis Manresa Formosa, S.I.
- Vescovo Gerardo Humberto Flores Reyes
- Vescovo Rodolfo Valenzuela Núñez